# Simulium defoliarti
Simulium defoliarti es una especie de insecto del género Simulium, familia Simuliidae, orden Diptera.
Fue descrita científicamente por Stone & Peterson, 1958.